# Lissocharis
Lissocharis là một chi bướm đêm thuộc họ Geometridae.